# Летбридж Харрикейнз
«Ле́тбридж Ха́ррикейнз» (англ. Lethbridge Hurricanes) — молодёжный хоккейный клуб из Канады, базирующийся в городе Летбридж. Выступает в Западной хоккейной лиге. Домашняя арена — «ЭНМАКС Центр» — вмещает 5479 зрителей.

## История
История команды началась в 1967 году, когда в Виннипеге был образован клуб «Виннипег Джетс», позднее носивший названия «Виннипег Клабз» и «Виннипег Монаркс». В 1977 году клуб переехал в Калгари и стал называться «Калгари Рэнглерс». Десять лет спустя команда перебазировалась в Летбридж, получив своё нынешнее имя. Здесь «ураганы» сменили клуб «Летбридж Бронкос», который переехал в город Свифт-Каррент.
В 1997 году команда в единственный на данный момент раз в своей истории стала победительницей Западной хоккейной лиги, однако в финале Мемориального кубка она уступила клубу «Халл Олимпикс». В сезоне 2007/08 «Харрикейнз» стали победителями своей конференции, тем не менее в финале турнира они потерпели поражение.
Перед началом сезона 2013/14 клубу пришлось сменить свой логотип из-за жалоб со стороны «Вашингтон Кэпиталз», где резонно заявляли о почти полной схожести эмблем команд.

## Достижения
- Чемпион Западной хоккейной лиги (1): 1997;
- Финалист Западной хоккейной лиги : 1990, 1991, 2007;
- Победитель регулярного сезона (1): 1996–97;

## Индивидуальные рекорды
|                 | Игрок         |      | Сезон   |
| --------------- | ------------- | ---- | ------- |
| Голы            | Кевин Сен-Жак | 65   | 1991/92 |
| Передачи        | Брайан Бош    | 90   | 1989/90 |
| Очки            | Кори Лайонз   | 142  | 1989/90 |
| Очки (новичок)  | Кори Лайонз   | 112  | 1988/89 |
| Очки (защитник) | Шейн Пикок    | 102  | 1992/93 |
| Лучший КН       | Аарон Сорочан | 2.19 | 2004/05 |

## Известные игроки
| Зак Бойчак Дарси Веренка Крис Верстиг Эрик Годар Юха Метсола | Томаш Копецки Ангел Крстев Росс Лупачук Джейми МакЛеннан Дуайт Кинг | Байрон Ритчи Мартин Ружичка Брюс Сальвадор Лука Сбиса | Брент Сибрук Ник Тарнаски Уэс Уолц Крис Филлипс |